# Vincent Square
Vincent Square est une place de Westminster à Londres. Sa surface est de 13 acres (5 hectares) ,. L’espace de la place est entièrement couvert de gazon et est utilisé comme terrain de sport par la Westminster School qui en est le propriétaire.
La place est créée par William Vincent, doyen de Westminster et directeur de la Westminster School.

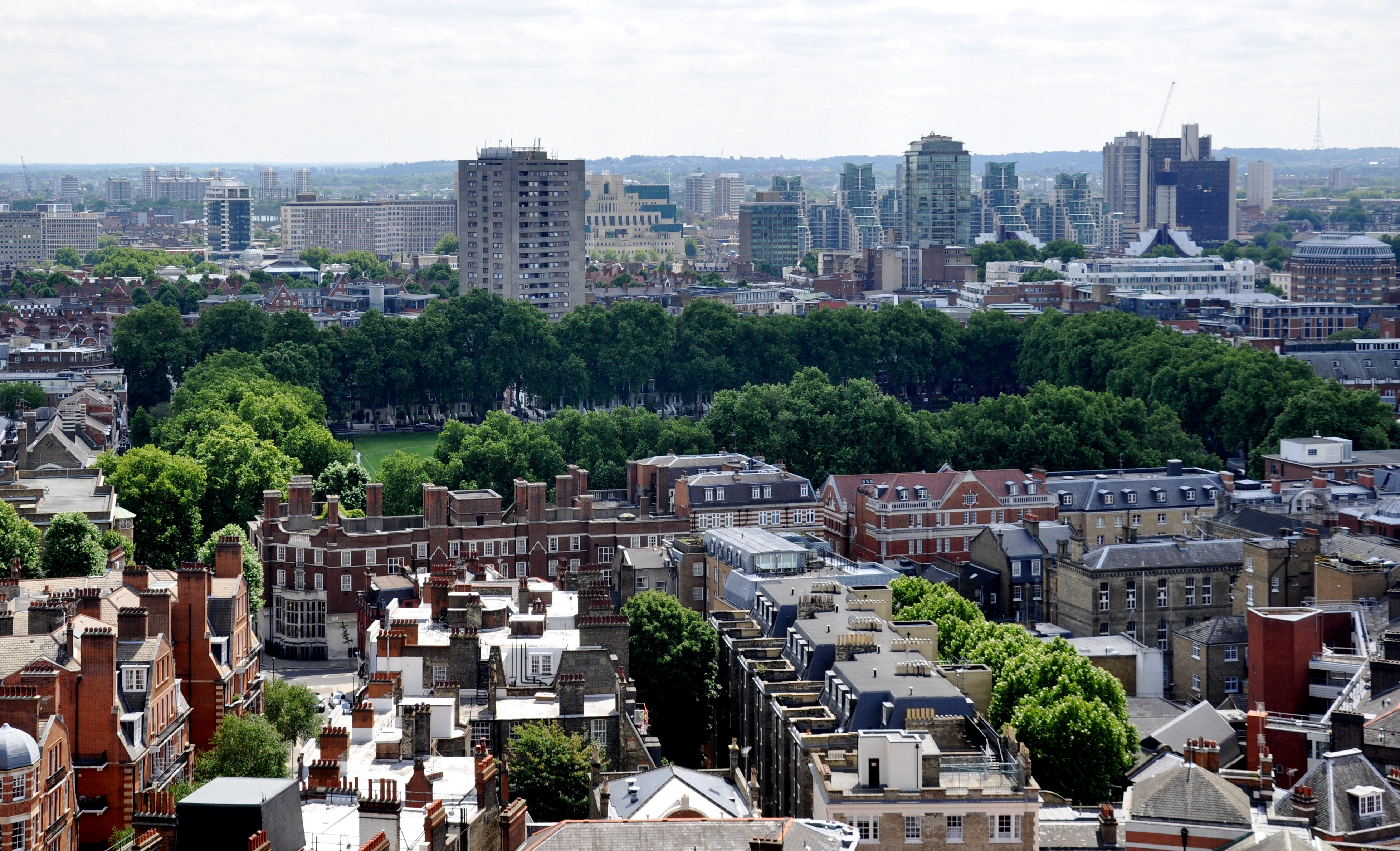
Vue de Vincent Square depuis le sommet de la tour de la cathédrale de Westminster.